# Никольский сельсовет (Красногвардейский район)
Никольский сельсовет — сельское поселение в Красногвардейском районе Оренбургской области Российской Федерации.
Административный центр — село Никольское.

## История
9 марта 2005 года в соответствии с законом Оренбургской области № 1901/343-III-ОЗ образовано сельское поселение Никольский сельсовет, установлены границы муниципального образования.

## Население
| 2010 | 2012 | 2013 | 2014 | 2015 | 2016 | 2017 |
| ---- | ---- | ---- | ---- | ---- | ---- | ---- |
| 373  | ↘350 | ↘340 | ↘331 | ↘310 | ↘298 | ↘275 |
| 2018 | 2019 | 2020 | 2021 |      |      |      |
| ↗283 | ↘265 | →265 | ↘252 |      |      |      |

## Состав сельского поселения
| № | Населённый пункт | Тип населённого пункта       | Население |
| - | ---------------- | ---------------------------- | --------- |
| 1 | Никольское       | село, административный центр | 281       |
| 2 | Фрунзенский      | посёлок                      | 92        |